# Priola
Priola là một đô thị tại tỉnh Cuneo trong vùng Piedmont của Italia, vị trí cách khoảng 90 km về phía đông nam của Torino và khoảng 40 km về phía đông nam của Cuneo. Tại thời điểm ngày 31 tháng 12 năm 2004, đô thị này có dân số 765 người và diện tích 27,1 km².
Đô thị Priola có các frazioni (đơn vị cấp dưới, chủ yếu là các làng) Pievetta, Casario, Careffivà Pianchiosso.
Priola giáp các đô thị: Bagnasco, Calizzano, Garessio và Viola.